# Nvidia

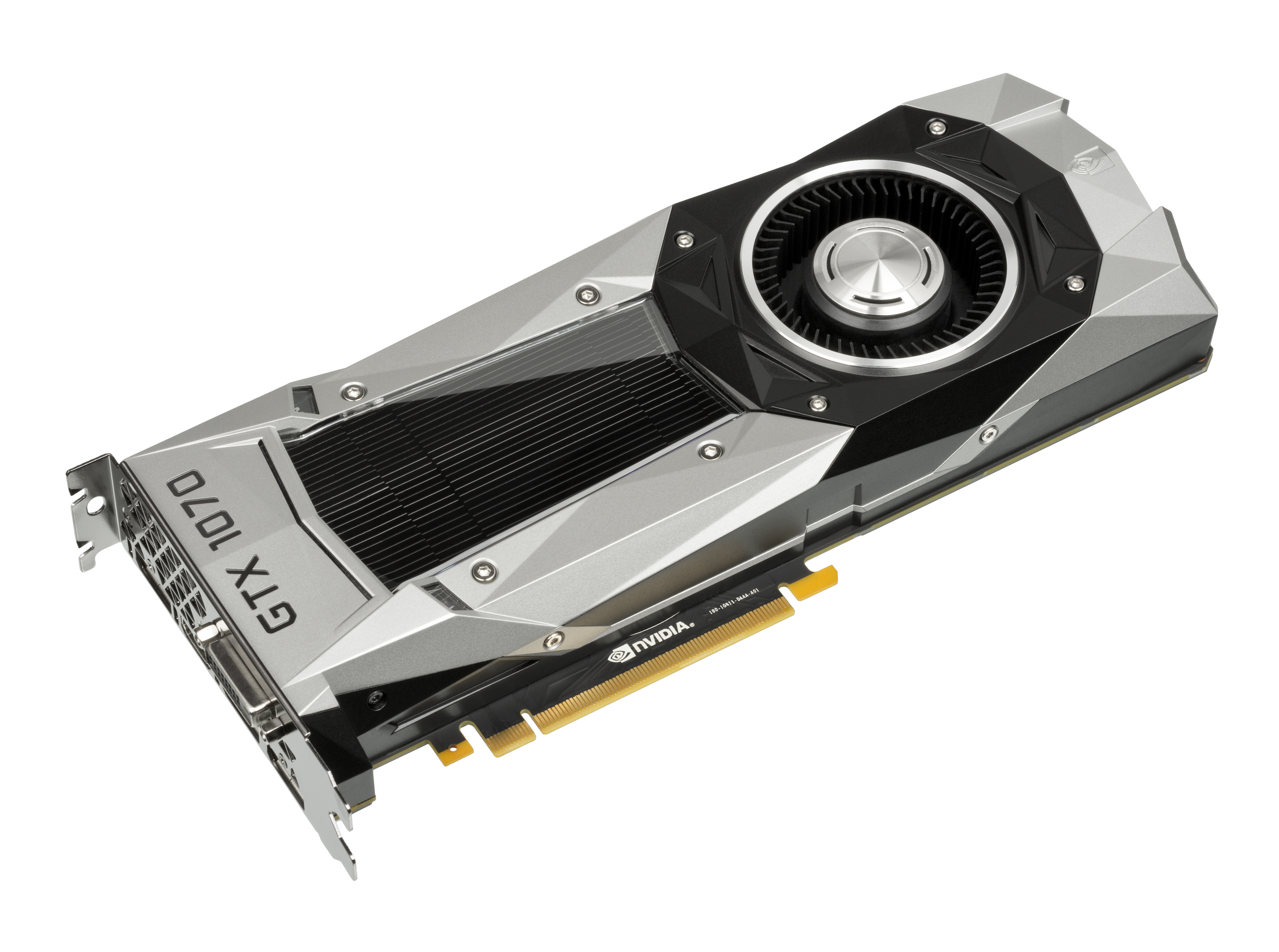
Placa video NVIDIA GTX 1070, lansată în iunie 2016

Nvidia (/ɪnˈvɪdiə/ in-VID-eeə) este o corporație multinațională americană specializată pe producerea de procesoare grafice pentru calculatoare personale, stații grafice și dispozitive electronice mobile și soluții pentru inteligența artificială. Compania, cu sediul în Santa Clara, (Silicon Valley) California, a devenit un furnizor important de circuite integrate folosite pe chipseturile plăcilor de bază, procesoare grafice și console de jocuri. Mărcile cele mai cunoscute ale firmei sunt seriile GeForce pentru gaming și Quadro pentru stațiile grafice.

## Istoric
În 2015 s-a iscat un scandal întrucât NVIDIA a etichetat incorect plăcile video din seria GeForce GTX 970 ca dispunând de o cantitate de 4 GB memorie video, iar, în realitate, memoria video care totalizează 4GB este împărțită în două segmente, de 3,5 GB și 0,5 GB. Procesul s-a încheiat în 2016, tribunalul american considerând ca fiind înșelătoare etichetarea plăcilor video GeForce GTX 970 ca dispunând de 4 GB memorie video și nu de 3,5 GB + 0,5 GB și a impus compania să plătească 1,3 milioane dolari drept costuri de judecată, în plus compania a acceptat să despăgubească toți cumpărători acestui model de placă video cu câte o sumă de 30 dolari, plătită o singură dată pentru fiecare exemplar GeForce GTX 970, indiferent de zona unde a fost comercializat, posesorul trebuind doar să prezinte dovada achiziției.
În 2024 Nvidia a devenit cea mai valoroasă companie din lume cu o capitalizare de 3.339 de miliarde de dolari, depășind Microsoft.

## Familii grafice
Cererea pentru unități de procesare grafică continuă să crească puternic, iar NVIDIA a dezvoltat cinci branduri de produse pentru a satisface nevoile utilizatorilor:
- GeForce
- Quadro
- nForce
- Tegra
- Tesla

## Tehnologii
- 3D Surround
- nView
- GPUDirect
- 3D Vision
- SLI
- PureVideo
- Optimus
- TurboCache
- CUDA
- PhysX
- Optimus
- OptiX
- SceniX
- CompleX
- G-Sync
- DSR (Dynamic Super Resolution)
- Surround
- Adaptive VSync
- 4K
- VXGI
- MFAA
- GPU Boost 2.0